# Antonio Cairoli
Antonio Cairoli, también conocido como Tony Cairoli (Patti, 23 de septiembre de 1985), es un piloto de motocross Italiano.

## Trayectoria
Es doble campeón del Campeonato Mundial de Motocross en la categoría MX2, habiendo ganado el título en 2005 y 2007 en el equipo Yamaha Red Bull Team, en el que tiene el dorsal número 222.
El 28 de agosto de 2007, después de haberse proclamado campeón de MX2, debutó en la categoría MX1, ganando la prueba en la que participó. En 2008 Cairoli siguió en MX2 pero las lesiones le privaron de luchar por el título.
En 2009 da el salto a MX1 con Yamaha proclamándose campeón de la categoría por primera vez como rookie.
En 2010 deja Yamaha para fichar por KTM, con la marca austriaca marcaría una época de dominio absoluto consiguiendo 6 títulos en la categoría reina 5 de ellos de forma consecutiva. 
El 25 de agosto de 2013 ganó su quinto Mundial en seguida en la categoría MX1, el séptimo de su palmarés.
En 2014 la categoría MX1 cambiaría el nombre a MXGP, Cairoli ganó su sexto título de categoría reina y primero bajo el formato moderno. 
Tras un difícil inicio en la temporada 2015 Cairoli sufrió una lesión en el hombro derecho durante el GP de Letonia que acabaría con sus opciones de triunfo, cediéndole el título al francés Romain Febvre. 
En 2016 Cairoli volvió con fuerza pero quedó subcampeón tras el esloveno Tim Gajser.      
El 10 de septiembre de 2017 a sus 31 años de edad, el siciliano obtuvo su noveno campeonato del mundo de la especialidad en la categoría mayor en el circuito arenoso de Assen de los países bajos restando disputarse 3 carreras del campeonato. El belga Stefan Everts sigue siendo la persona con más campeonatos mundiales de motocross obtenidos en la historia de este deporte motor con 10 títulos en su haber.
Con el equipo de Italia ha ganado el Motocross de las Naciones en la edición de 2021 celebrada en Mantua.

## Palmarés
- Campeón del Mundo en 2005 de MX2.
- Campeón del Mundo en 2007 de MX2.
- Campeón del Mundo en 2009 de MX1.
- Campeón del Mundo en 2010 de MX1.
- Campeón del Mundo en 2011 de MX1.
- Campeón del Mundo en 2012 de MX1.
- Campeón del Mundo en 2013 de MX1.
- Campeón del Mundo en 2014 de MXGP.
- Campeón del Mundo en 2017 de MXGP.